# Moderne vijfkamp op de Olympische Zomerspelen 2024
De moderne vijfkamp is een van de sporten op de Olympische Zomerspelen 2024 in Parijs. In totaal doen er 72 atleten mee aan twee evenementen. De onderdelen worden met uitzondering van de voorrondes van het schermen afgewerkt rondom het Paleis van Versailles; de voorrondes van het schermen vinden plaats in een evenementenhal op het Parc des Expositions de Villepinte in Villepinte.
Het is de laatste keer dat paardrijden onderdeel is van de moderne vijfkamp op de Olympische Spelen, nadat de UIPM in 2021 besloten had om het paardrijden te schrappen. Dit gebeurde naar aanleiding van een incident bij het evenement in Tokio, waarbij een Duitse coach een paard mishandelde. Het incident is tevens de reden dat de moderne vijfkamp door het IOC vooralsnog niet is opgenomen in het programma voor de Spelen van Los Angeles in 2028.

## Kwalificatie
Bij zowel de mannen als de vrouwen zijn er 36 quotaplaatsen te vullen voor de moderne vijfkamp en het kwalificatieproces is voor beide evenementen gelijk. Elk Nationaal Olympisch Comité (NOC) mag maximaal twee atleten per evenement afvaardigen. Gastland Frankrijk is verzekerd van een quotaplaats, indien geen atleet zich weet te plaatsen via de reguliere kwalificatiemomenten. De winnaars van de World Cup 2023 plaatsen zich als eerste voor de Spelen. Vervolgens zijn er twintig startbewijzen te behalen via de continentale kwalificatoernooien met een maximum van een plaats per NOC: een voor Afrika, vijf voor Azië, acht voor Europa, een voor Oceanië en vijf voor Noord- en Zuid-Amerika. De Afrikaans-Oceanische kampioenschappen 2023, de Aziatische Spelen 2022, de Europese Spelen 2023 en de Pan-Amerikaanse Spelen 2023 fungeren daarbij als de continentale kwalificatietoernooien. Bij de wereldkampioenschappen van 2023 en 2024 zijn in totaal zes quotaplaatsen te behalen en zes atleten kwalificeren zich vervolgens nog via de olympische ranglijst per 17 juni 2024. De olympische tripartitecommissie vergeeft tot slot twee plaatsen aan atleten van kleinere NOC's.
| Toernooi                                   | Datum                  | Locatie  | Mannen   | Mannen                                                                           | Mannen | Vrouwen  | Vrouwen                                                                        | Vrouwen |
| Toernooi                                   | Datum                  | Locatie  | Plaatsen | Land                                                                             | Atleet | Plaatsen | Land                                                                           | Atleet |
| ------------------------------------------ | ---------------------- | -------- | -------- | -------------------------------------------------------------------------------- | --- | -------- | ------------------------------------------------------------------------------ | --- |
| Gastland                                   | 13 september 2017      | –        | 1        | Frankrijk                                                                        | | 1        | Frankrijk                                                                      | |
| World Cup 2023                             | 31 mei – 4 juni 2023   | Ankara   | 1        | Egypte                                                                           | Mohanad Shaban | 1        | Italië                                                                         | Elena Micheli |
| Afrikaans-Oceanische kampioenschappen 2023 | 6 – 11 september 2023  | Caïro    | 1        |                                                                                  | | 1        |                                                                                | |
| Afrikaans-Oceanische kampioenschappen 2023 | 6 – 11 september 2023  | Caïro    | 1        |                                                                                  | | 1        |                                                                                | |
| Aziatische Spelen 2022                     | 20 – 24 september 2023 | Hangzhou | 5        |                                                                                  | | 5        |                                                                                | |
| Europese Spelen 2023                       | 25 juni – 1 juli 2023  | Krakau   | 8        | Italië Groot-Brittannië Hongarije Frankrijk Duitsland Polen Oekraïne Zwitserland | Giorgio Malan Joe Choong Csaba Böhm Valentin Prades Marvin Dogue Łukasz Gutkowski Oleksandr Tovkai Alexandre Dallenbach | 8        | Italië Spanje Groot-Brittannië Litouwen Frankrijk Hongarije Duitsland Tsjechië | Alice Sotero Laura Heredia Olivia Green Laura Asadauskaitė Marie Oteiza Michelle Gulyás Annika Schleu Lucie Hlaváčková |
| Pan-Amerikaanse Spelen 2023                | 21 – 27 oktober 2023   | Santiago | 1        |                                                                                  | | 1        |                                                                                | |
| Pan-Amerikaanse Spelen 2023                | 21 – 27 oktober 2023   | Santiago | 2        |                                                                                  | | 2        |                                                                                | |
| Pan-Amerikaanse Spelen 2023                | 21 – 27 oktober 2023   | Santiago | 2        |                                                                                  | | 2        |                                                                                | |
| Wereldkampioenschappen 2023                | 21 – 28 augustus 2023  | Bath     | 3        |                                                                                  | | 3        |                                                                                | |
| Wereldkampioenschappen 2024                | juni 2024              | –        | 3        |                                                                                  | | 3        |                                                                                | |
| Olympische ranglijst                       | 17 juni 2024           | –        | 6        |                                                                                  | | 6        |                                                                                | |
| Uitnodiging tripartitecommissie            | –                      | –        | 2        |                                                                                  | | 2        |                                                                                | |
| Totaal                                     |                        |          | 36       |                                                                                  | | 36       |                                                                                | |

## Medailles

### Medaillewinnaars
| Onderdeel | Goud | Goud            | Zilver | Zilver         | Brons | Brons           |
| --------- | ---- | --------------- | ------ | -------------- | ----- | --------------- |
| Mannen    | EGY  | Ahmed El-Gendy  | JPN    | Taishu Sato    | ITA   | Giorgio Malan   |
|           |      |                 |        |                |       |                 |
| Vrouwen   | HUN  | Michelle Gulyás | FRA    | Élodie Clouvel | KOR   | Seong Seung-min |

### Medaillespiegel
| Plaats | Land       | NOC    | Goud | Zilver | Brons | Totaal |
| ------ | ---------- | ------ | ---- | ------ | ----- | ------ |
| 1      | Egypte     | EGY    | 1    | 0      | 0     | 1      |
| 1      | Hongarije  | HUN    | 1    | 0      | 0     | 1      |
| 3      | Frankrijk  | FRA    | 0    | 1      | 0     | 1      |
| 3      | Japan      | JPN    | 0    | 1      | 0     | 1      |
| 5      | Italië     | ITA    | 0    | 0      | 1     | 1      |
| 5      | Zuid-Korea | KOR    | 0    | 0      | 1     | 1      |
| Totaal | Totaal     | Totaal | 2    | 2      | 2     | 6      |